# ناحیه فلمینگ، شهرستان ایتکین، مینه سوتا
ناحیه فلمینگ (به انگلیسی: Fleming Township) یک منطقهٔ مسکونی در ایالات متحده آمریکا است که در شهرستان ایتکین، مینه‌سوتا واقع شده‌است.
 ناحیه فلمینگ ۹۴٫۰ کیلومتر مربع مساحت و ۳۱۲ نفر جمعیت دارد و ۳۷۲ متر بالاتر از سطح دریا واقع شده‌است.